# Chênehutte-Trèves-Cunault
Chênehutte-Trèves-Cunault ist eine Commune déléguée in der französischen Gemeinde Gennes-Val-de-Loire mit 975 Einwohnern (Stand 1. Januar 2022) im Département Maine-et-Loire in der Region Pays de la Loire. 
Die Gemeinde Chênehutte-Trèves-Cunault entstand am 1. Januar 1974 aus dem Zusammenschluss der Gemeinden Chênehutte-les-Tuffeaux und Trèves-Cunault.
Mit Wirkung vom 1. Januar 2016 wurden die Gemeinden Chênehutte-Trèves-Cunault, Gennes, Grézillé, Saint-Georges-des-Sept-Voies und Le Thoureil zu einer Commune nouvelle mit dem Namen Gennes-Val-de-Loire zusammengelegt. Chênehutte-Trèves-Cunault hat seither den Status einer Commune déléguée. Die Gemeinde Chênehutte-Trèves-Cunault gehörte zum Arrondissement Saumur und zum Kanton Doué-la-Fontaine.

## Geographie
Alle drei Ortsteile Chênehutte, Trèves und Cunault liegen am Südufer der Loire zwischen dem 10 Kilometer entfernten Saumur im Osten und der Stadt Angers im Nordwesten. Von Paris aus sind rund 300 Kilometer bis hierher  zurückzulegen. Der Ort liegt im Regionalen Naturparks Loire-Anjou-Touraine.

## Sehenswürdigkeiten in Chênehutte
- Kirche „Notre Dame des Tuffeaux“ (romanisch, 11./12. Jahrhundert; im 19. Jahrhundert vergrößert)
- Ruinen der Kirche St-Pierre (10. Jahrhundert)
- Le Manoir de Grissay, Gutshaus, eigentlich eine Kapelle aus dem 13. Jahrhundert
- Grundmauern eines römischen Tempels („Temples du Villiers“)

## Sehenswürdigkeiten in Trèves

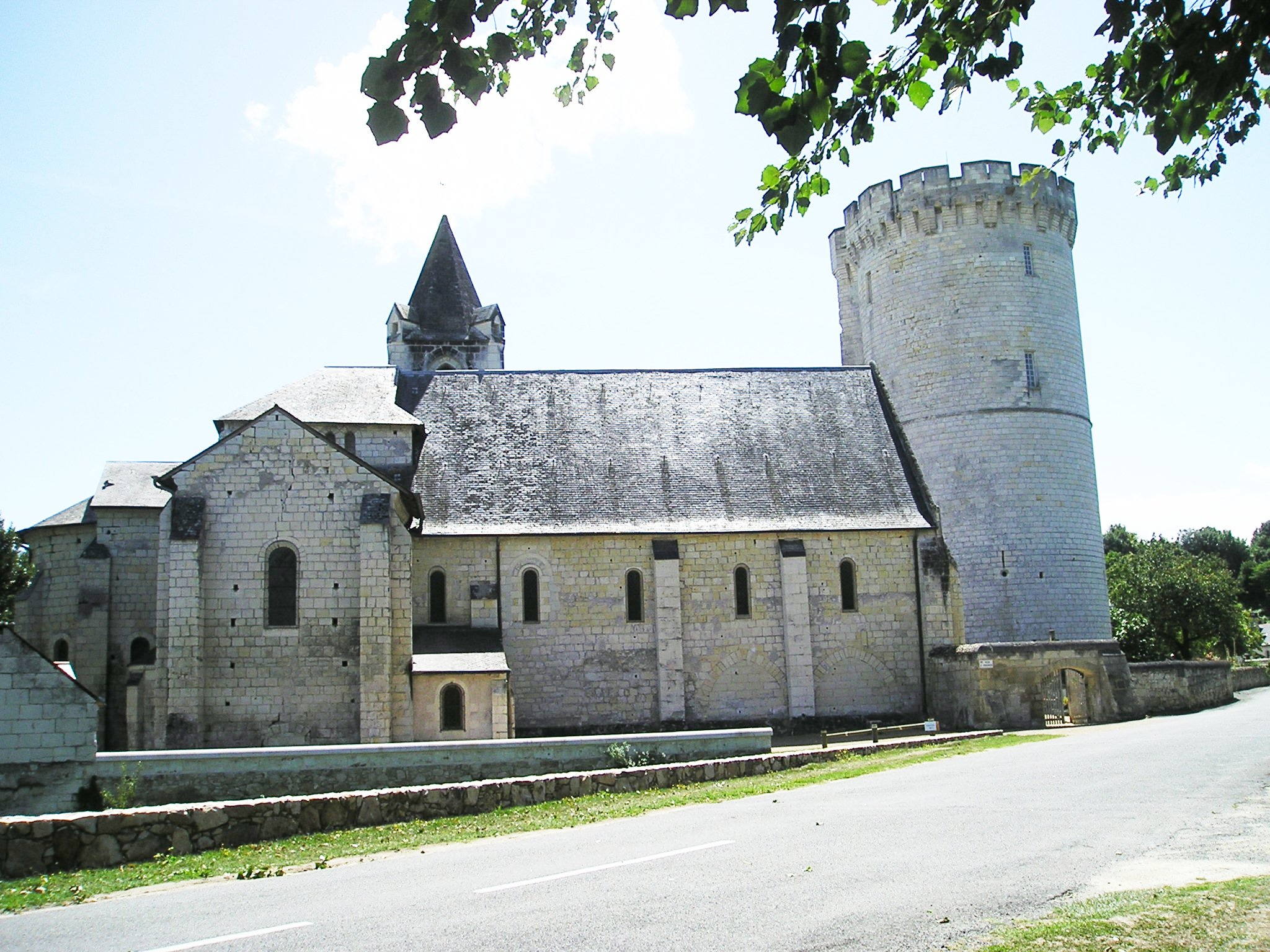
St-Aubin mit Donjon in Trèves
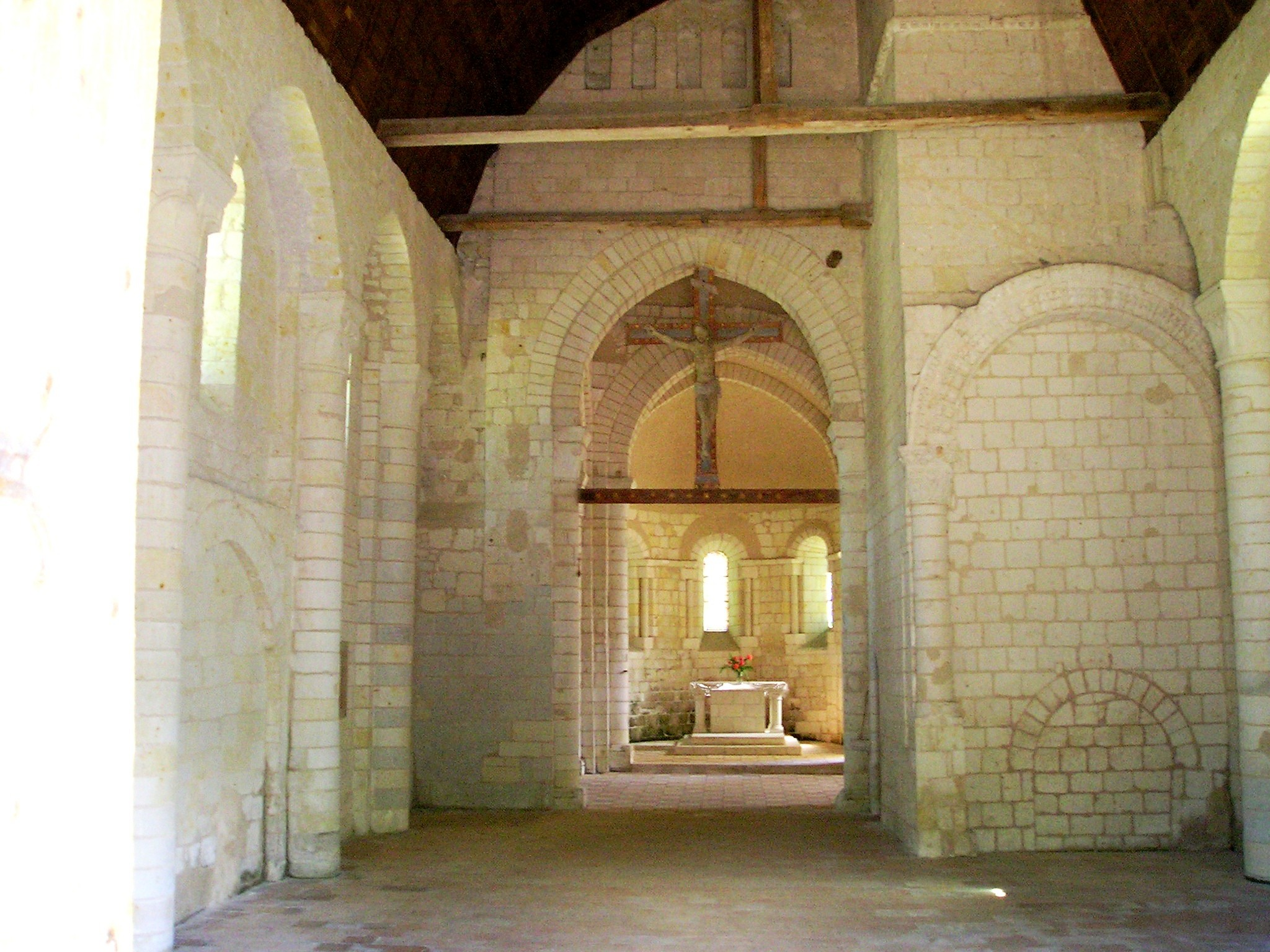
St-Aubin, Innenansicht
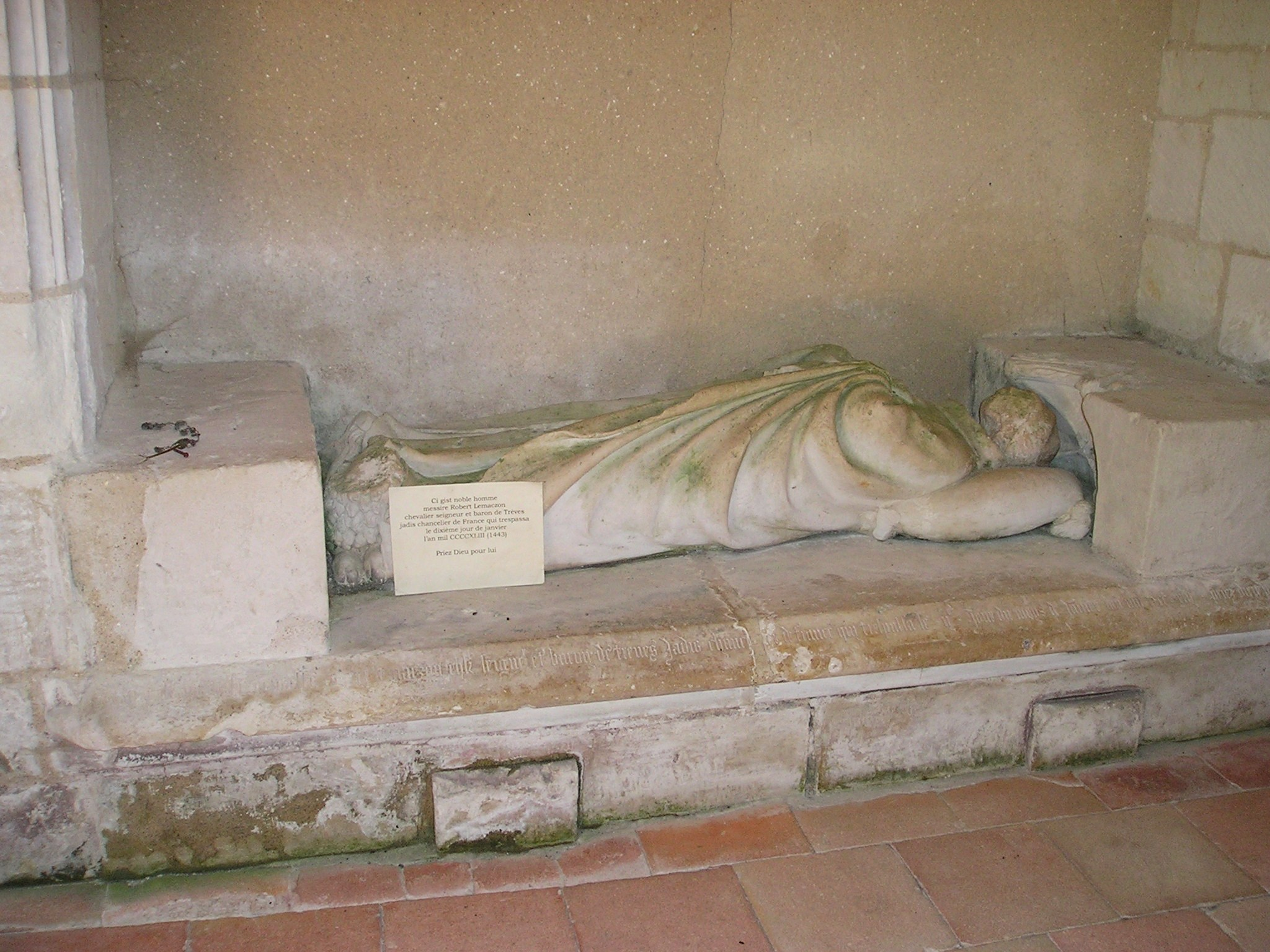
St-Aubin, Grabdenkmal des Robert le Mascon

- Prioratskirche St-Mace (12. Jahrhundert)
- Turm von Treves („Donjon“, 15. Jahrhundert), von Robert le Mascon erbauter Bergfried einer im 18. Jahrhundert abgerissenen Burg, deren Ursprünge bis ins 11. Jahrhundert zurückreichen.
- Kirche St-Aubin (11./12. Jahrhundert; mit Porphyr-Taufbecken des 12. Jahrhunderts und Grab des Robert le Mascon)
- Eremitage St-Jean (12. Jahrhundert)

## Sehenswürdigkeiten in Cunault
- Ehemalige Abteikirche „Notre-Dame de Cunault“ (ab 1100 errichtet, romanisch; 233 reich gestaltete Kapitelle u. a. m.)
- Ruinen der Kirche St-Maxentiolus (12. Jahrhundert; nach einem Sturm 1754 abgetragen)
- Logis du Prieur (1510 errichtet; kaum veränderter Renaissance-Bau)
- Schloss (aus Gebäuderesten des Kommanditärpriorats des 16. Jahrhunderts im 19. Jahrhundert neu errichtet; neugotisch)

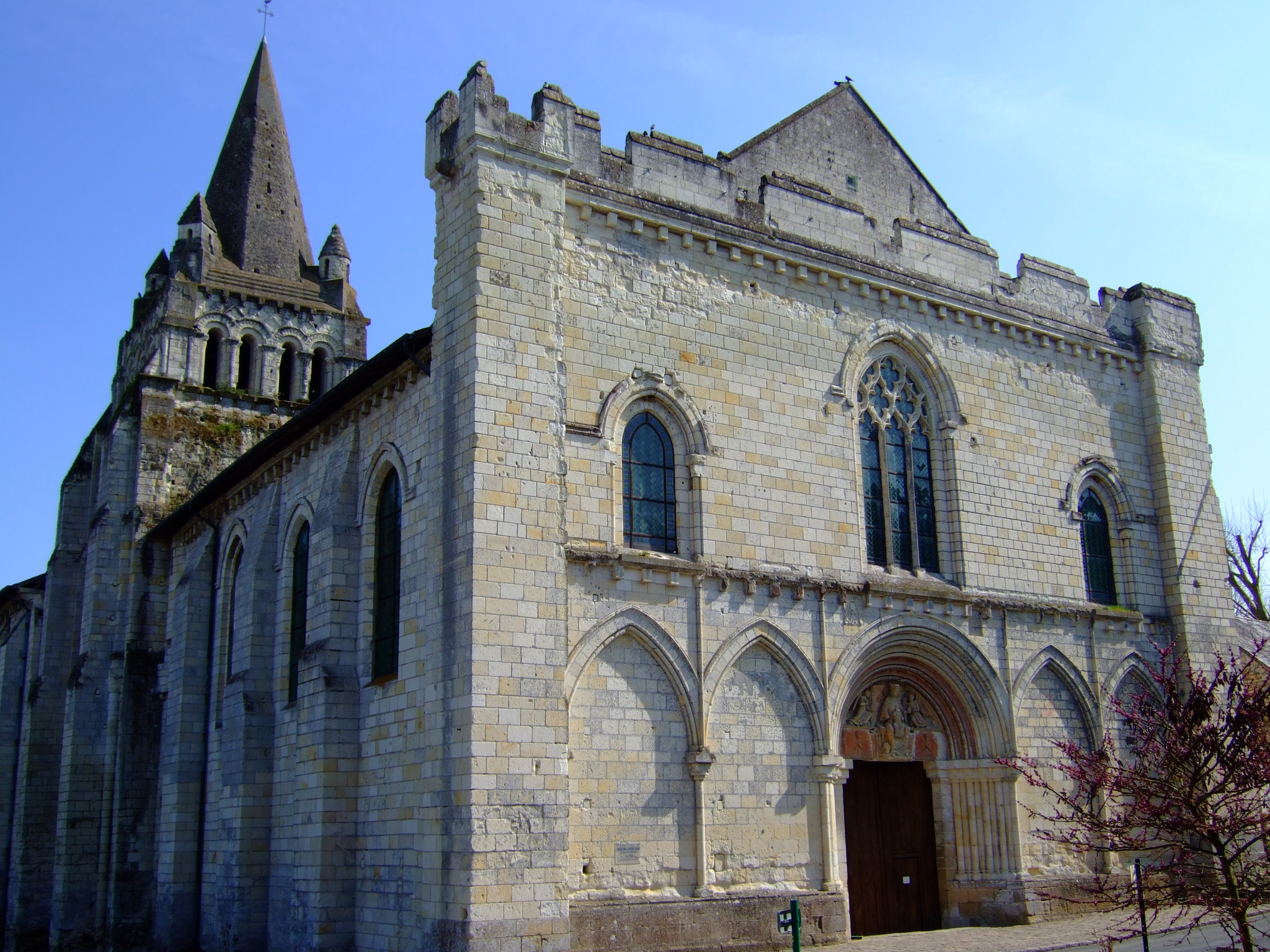
Kirche Notre-Dame
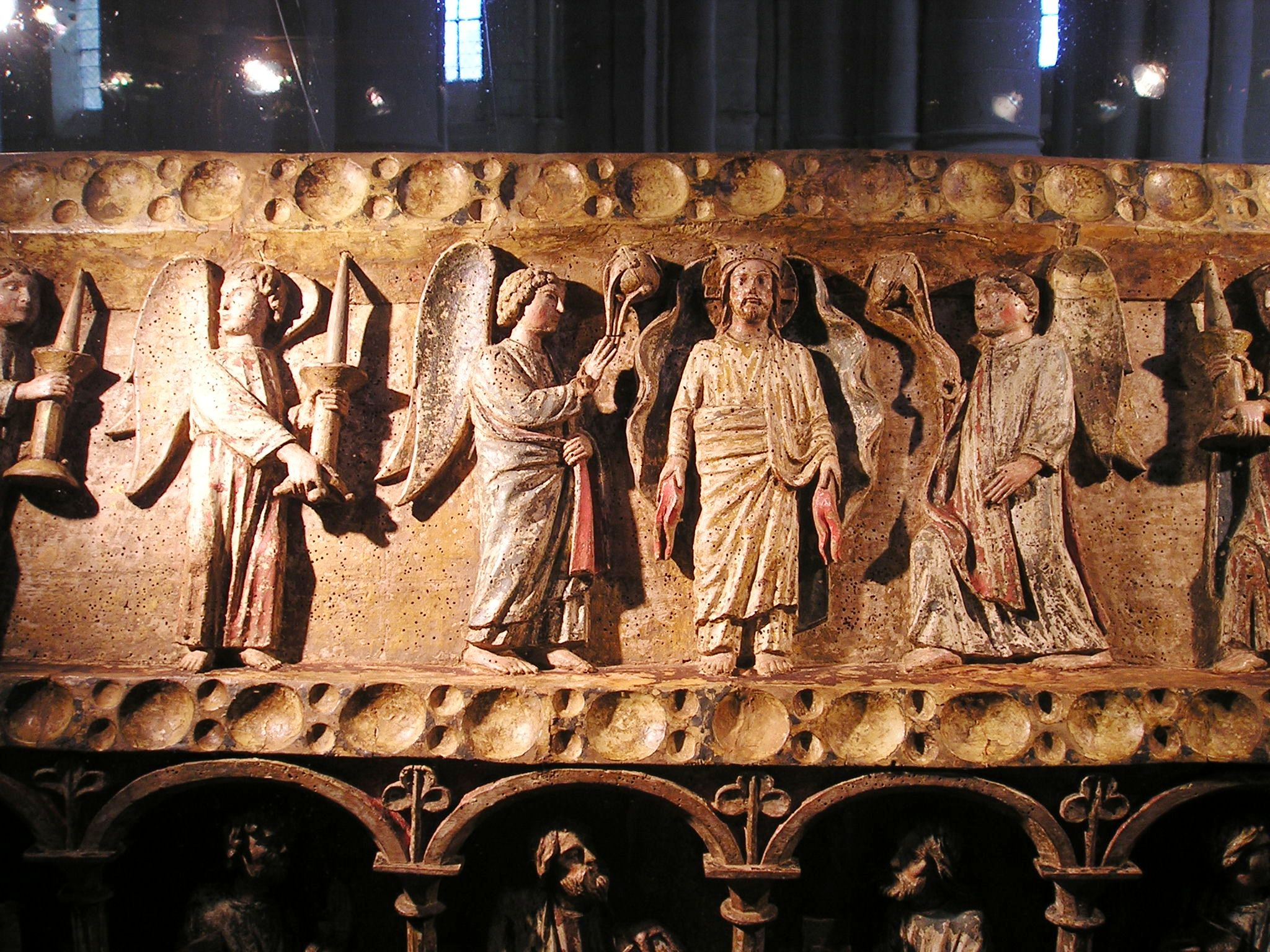
Cunant, Notre-Dame, Maxentiolus-Reliquienschrein, Detail

## Feste und andere Veranstaltungen
- Le Mai de l’Orgue (Orgelkonzerte jeden Sonntag im Mai)
- Les Heures musicales de Cunault (im Juli/August Konzerte in den Kirchen von Cunault und Trèves)
- Kunsthandwerkstag (am 3. Sonntag im Mai)
- Brocante (Flohmarkt; in Chênehutte am 1. Wochenende im August)
- Strand-Motocross (in St-Jean am 1. Septemberwochenende)

## Trivia
In Frankreich existieren mit Trèves (Gard) und Trèves (Rhône) weitere Ortschaften des Namens Trèves. Außerdem ist es Trèves die französischsprachige Bezeichnung der deutschen Stadt Trier.